# 富山地方鉄道笹津線
笹津線（ささづせん）は、富山県にかつてあった、富山市の南富山駅と大沢野町（現・富山市）の地鉄笹津駅とを結ぶ富山地方鉄道の鉄道路線である。1975年（昭和50年）3月31日限りで廃止された。

## 路線データ
- 路線距離（営業キロ）：12.4 km
- 軌間：1067 mm
- 複線区間：なし（全線単線）
- 電化区間：全線（直流600 V）

## 歴史
笹津線および不二越線は富山軽便鉄道の手によって国有化を見込んで開業したものである。

### 富山鉄道時代

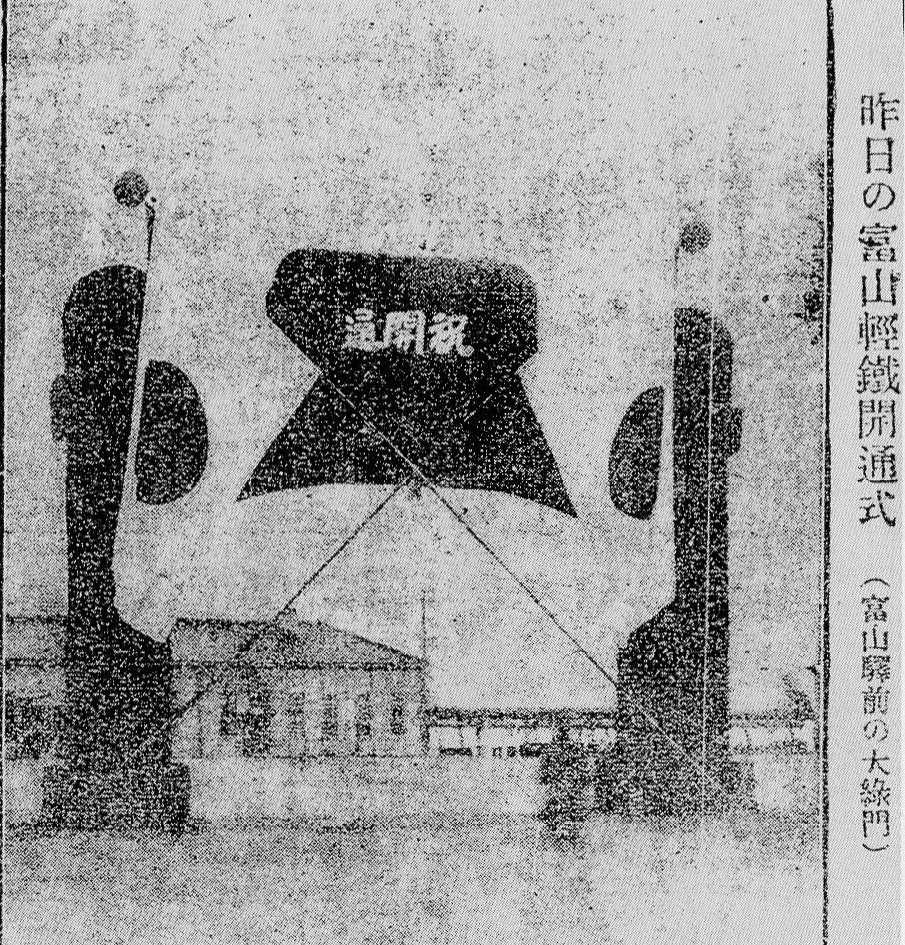
富山駅にて行われた富山軽便鉄道開通式

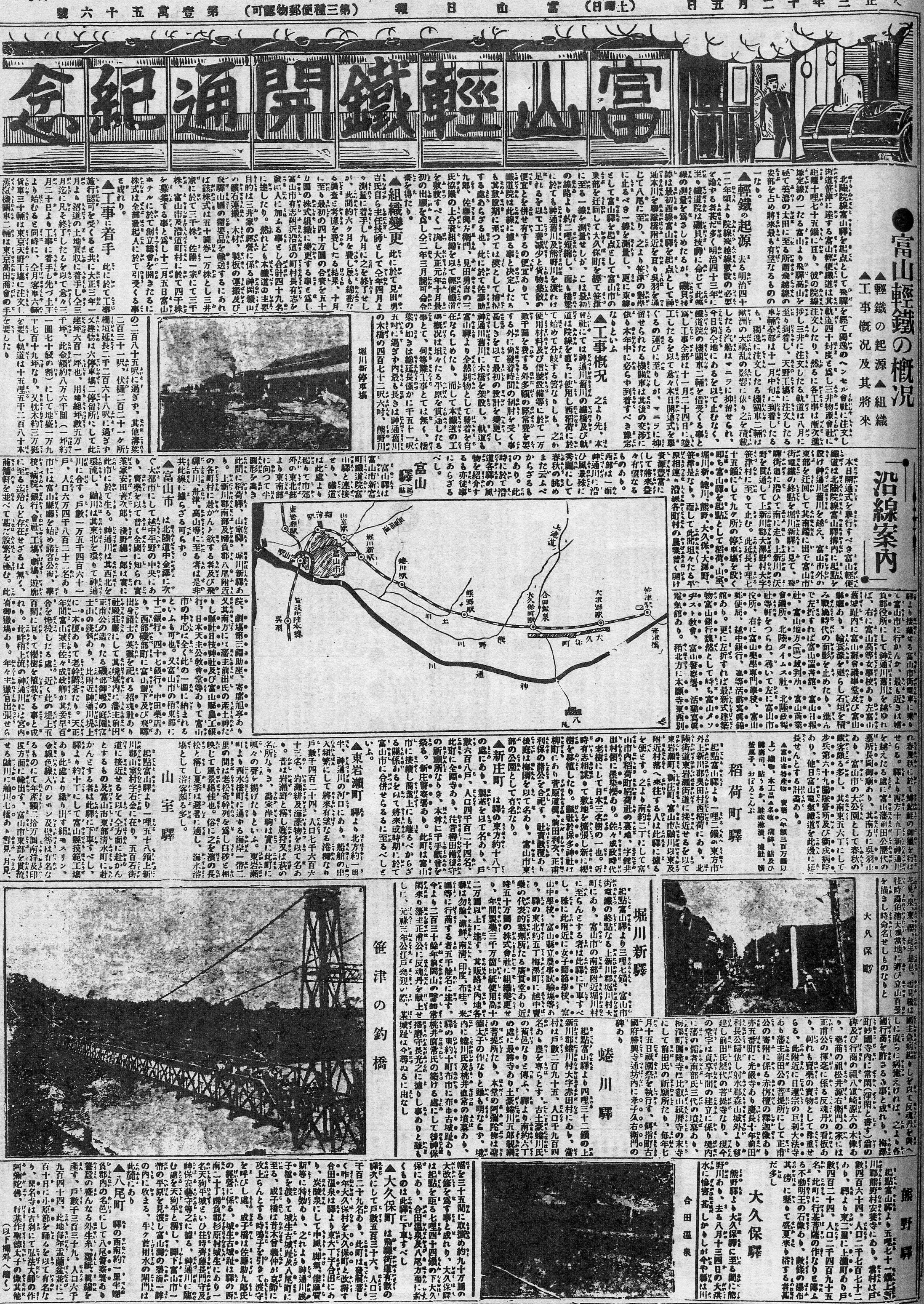
富山軽便鉄道が開業した旨を報道する新聞

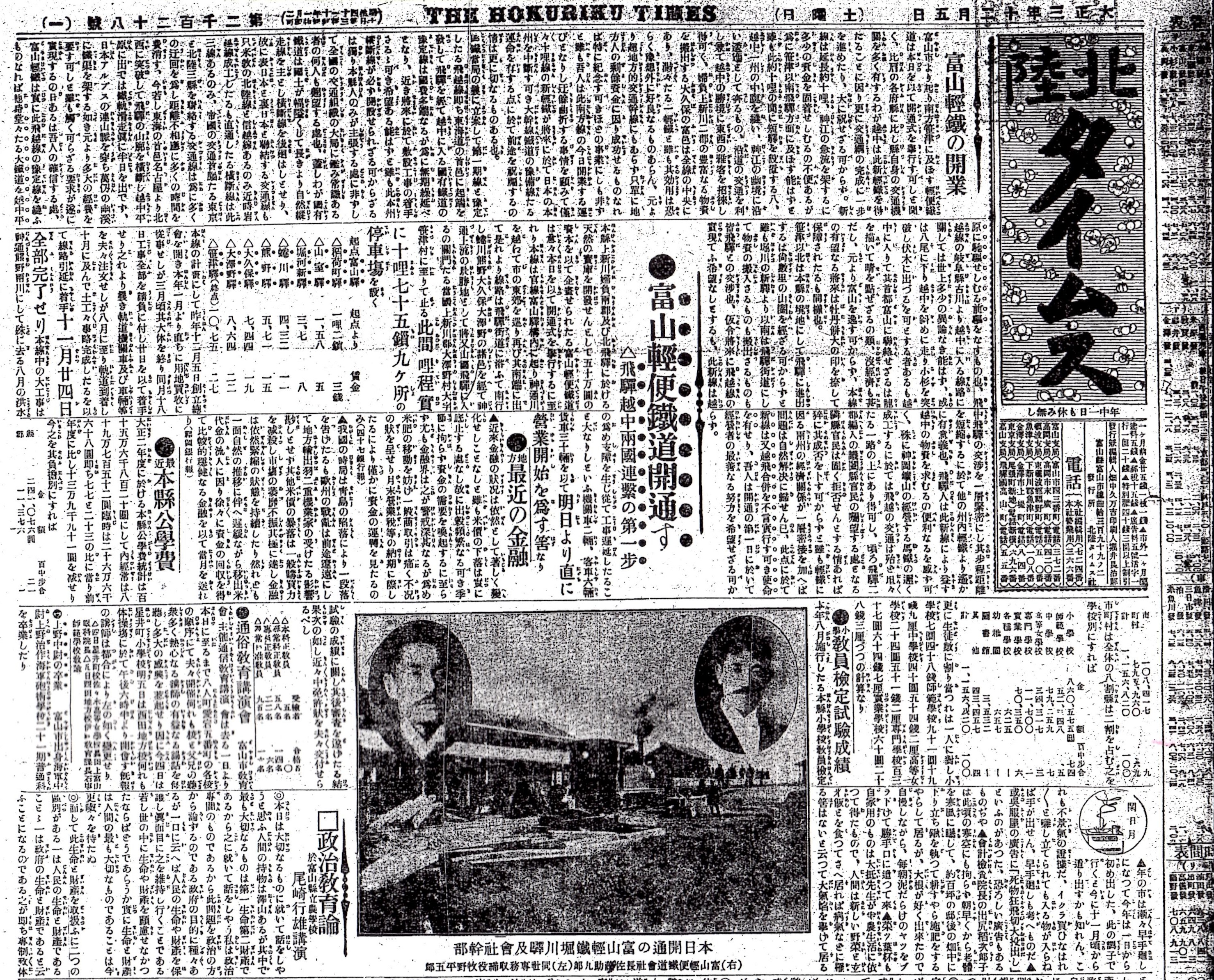
富山軽便鉄道の開業を報道する新聞。写真は堀川新駅と同社社長佐藤助九郎及び同社取締役牧野平五郎

1912年（大正元年）10月22日に佐藤組の佐藤助九郎、旭勇平、見田勇吉は富山軽便鉄道合資会社の名義を以て富山笹津間における軽便鉄道敷設免許を出願した。明治以来三井鉱山経営下の神岡鉱山は銅、鉛、亜鉛等の重要鉱産品を多く産出し、殊に日清・日露戦争による軍需拡大以来はその生産量も飛躍的な増大を遂げつつあったが、その輸送量急増に対処するため飛騨街道の改修とともに、馬車鉄道の敷設が計画されていた。その鏑矢は1892年（明治25年）8月の越飛馬車鉄道（東岩瀬 - 笹津間）であり、これに続いて1896年（明治29年）5月には富山馬車鉄道が東岩瀬 - 笹津間の鉄道敷設免許を取得したが、株式募集の不調や1897年（明治30年）11月の名山鉄道計画（東岩瀬 - 飛騨 - 名古屋間）の浮上もあり、いずれも計画実現をみることなく解散していた。この名山鉄道計画も政府が鉄道敷設法に「岐阜県下岐阜若ハ長野県下松本ヨリ岐阜県下高山ヲ経テ富山県下富山県ニ至ル鉄道」を計画していたことや工事困難等の理由により立ち消えとなった。そこで富山軽便鉄道はまず平坦で鉄道敷設工事が比較的容易な富山 - 笹津間に軽便鉄道を敷設し、馬車等に頼っていた鉱石輸送の不便の解消と飛越間における交通の便を開くことを目的としてこの出願に至ったのである。
軽便鉄道としての出願には国と県の政策が背景にあった。従来の繁雑な私設鉄道法が純然たる地方交通路線建設には支障を来していたことに鑑みて1910年（明治43年）8月3日より施行された軽便鉄道法と、その建設促進を主眼として1912年（明治45年）1月1日より施行された軽便鉄道補助法は全国的に軽便鉄道建設の機運を高めていた。これに加えて富山県は独自の政策として1912年（大正元年）11月1日に軽便鉄道及軌道県補助規定を制定し、政府の補助対象とならない路線への補助を行う姿勢を打ち出した。こうして富山県下においては富山軽便鉄道のほか、1913年（大正2年）6月25日に立山軽便鉄道線、同年9月1日に富山電気軌道線、1915年（大正4年）7月21日に砺波軽便鉄道線が開業したのであった。
鉄道院は1913年（大正2年）3月6日に富山軽便鉄道へ富山停車場 - 上新川郡大沢野村間の鉄道敷設免許を下附した。この時代には1910年（明治43年）に鉄道院が行った測量結果をもととして、飛越間における官設鉄道予定線はのちの高山本線がとった越中八尾経由ではなく笹津経由が有望視されており、富山軽便鉄道の敷設免許下附に際しても「本線路ハ敷設法ノ予定線ニ該当スルヲ以テ予定線ヲ敷設スル場合ニ於ケル場合ニ於ケル相当条件ヲ附シ可然ト認ム」との条件付きであった。
1913年（大正2年）12月5日に富山軽便鉄道は合資会社の方式を改め株式会社として設立され、社長には佐藤助九郎が選出された。株式は2割9分7厘が三井鉱山、佐藤組関係者が2割1分6厘、残余の5割程度を沿線地域の有力者が占めた。同年12月15日に合資会社名義の鉄道敷設免許を富山軽便鉄道へ譲渡する申請を行い、同年12月26日に許可を得て正式に事業を開始した。1914年（大正3年）3月9日には工事施工認可を得たので、同年3月20日より着工した。当初計画においては富山駅 - 稲荷町間は神通川旧流への架橋費節減のため北陸本線と共用する予定であったが、信号所建設等に多大の費用を要し、且つ列車運行に生ずることが見込まれたため、工費2万5千円を以て新線を建設することとした。同年7月18日に土地収用法による土地収用認定が公告され、同年9月からはレール敷設工事に着手した。
工事は全く順調に進捗していたが、富山軽便鉄道が東京高田商会経由でドイツのヘンシェル社に発注していた機関車は輸送中に第一次世界大戦の勃発によって商船がマニラ港にて抑留されたため、鉄道院より国鉄110形蒸気機関車を借用して工事列車運転にあてた。東京天野工場にて製造された客車6輌、貨車30輌は無事に届いたが、機関車は全く到着する見込みがたたないので、鉄道院よりもう1輌を借りて開業に臨むこととなった。1914年（大正3年）11月14日には富山 - 笹津間において試運転が行われ、同年12月6日より正式に開業した。停車場として稲荷町駅、堀川新駅、熊野駅、大久保町駅、大沢野駅および笹津駅が開業し、停留場として山室駅および蜷川駅が設けられた。当初は混合列車が富山駅 - 笹津駅間を1日5往復しており、開業第1期の運輸成績は旅客1日平均490人、貨物1日平均585トン、収入は政府補助金の7341円を合わせて10461円、支出は9664円であり、797円の利益を得た。

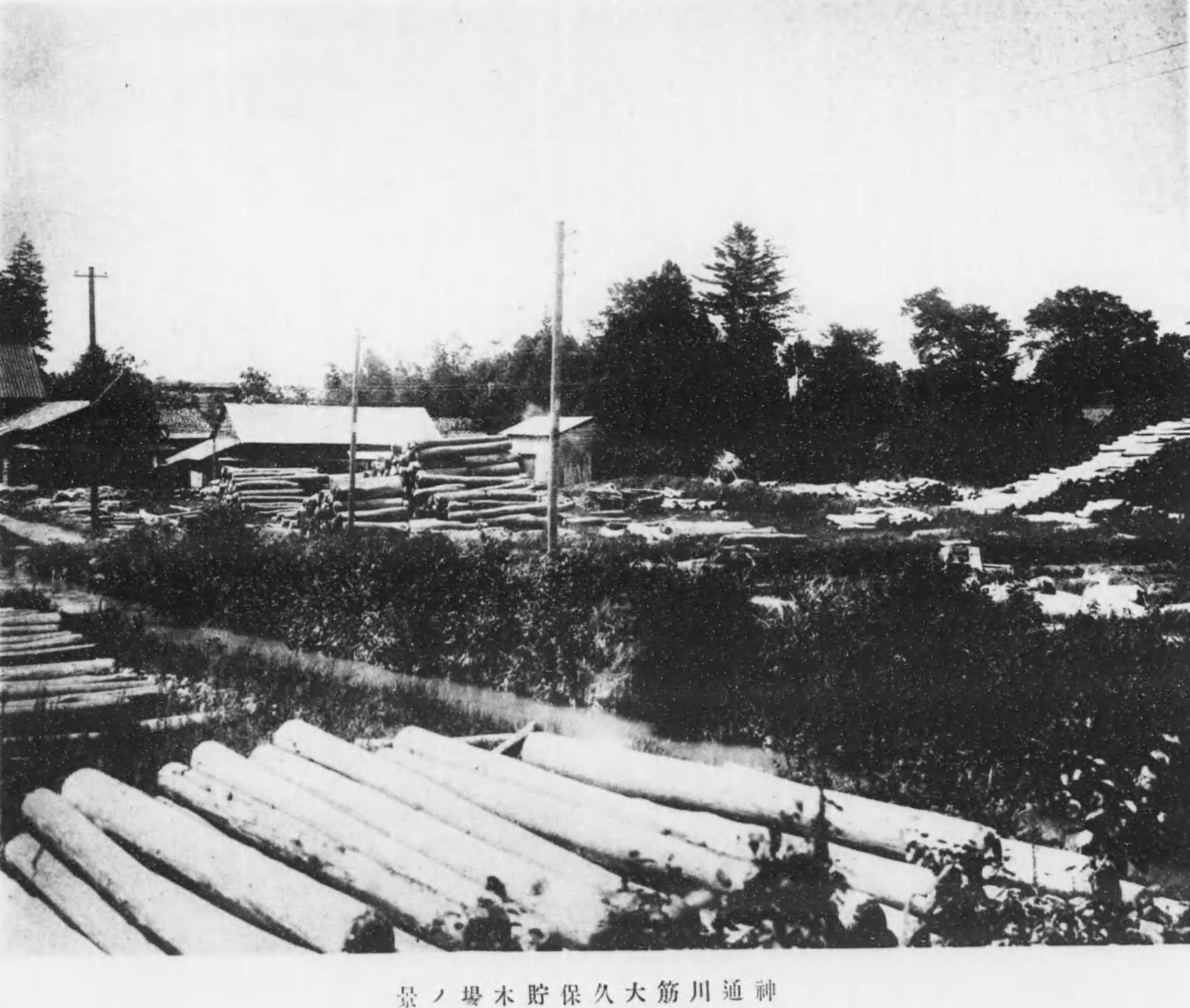
飛州木材の大久保貯木場

富山軽便鉄道線の開業に平行して三井鉱山は神岡鉱山専用軌道を建設しており、1909年（明治42年）5月にはまず杉山 - 土間が開通し、続いて1915年（大正4年）4月に笹津駅まで開通、加えて1920年（大正9年）に鹿間まで延伸され、富山と神岡は鉄路によって連絡し得るようになった。こうして笹津駅は神岡鉱山の鉱産品輸送拠点として殷賑を極め、駅前には運送店や旅館等が進出して大いに賑わいをみせた。沿線の穀倉地帯において産出される米穀も鉄道によって全国へと搬出され、東岩瀬の仲買人に依存していた肥料についても1920年（大正9年）設立の北陸米肥のように地元業者が主体となって取引を行い得るようになった。こうして開業5年目の大正7年度の成績は旅客貨物共に既に当初計画を突破した。従来神通川によって運搬されていた飛騨の木材も大久保用水経由で大沢野駅附近に運ばれ、そこから鉄道によって輸送されるようになり、大沢野駅南側には飛州木材の貯木場が1920年（大正9年）に設置されている。
1915年（大正4年）4月に富山軽便鉄道は本社を富山市総曲輪203番地から富山市桜町へと移転した。この場所には後に富山地鉄ビルが建設されている。同年10月24日には社名を富山鉄道に改めた。好調なる成績を背景として社名変更と同時に臨時総会にて笹津付近に遊園地を建設することを計画し、1916年（大正5年）1月28日に附帯事業経営の許可を受け、同年4月18日に夏季のみ営業する八木山駅を開設し、富山鉄道が建設した「神通閣」や笹津春日公園への観光客誘致を行った大正後期に入ると神通川水域における電源開発が活発化し、富山鉄道における工事用資材輸送も増大した。こうして富山鉄道は1927年（昭和2年）度に旅客38万9555人、貨物13万7870トン、益金10万5601円の成績を収めて頂点を極め、貨車も増補されて70輌を所有するに至った。

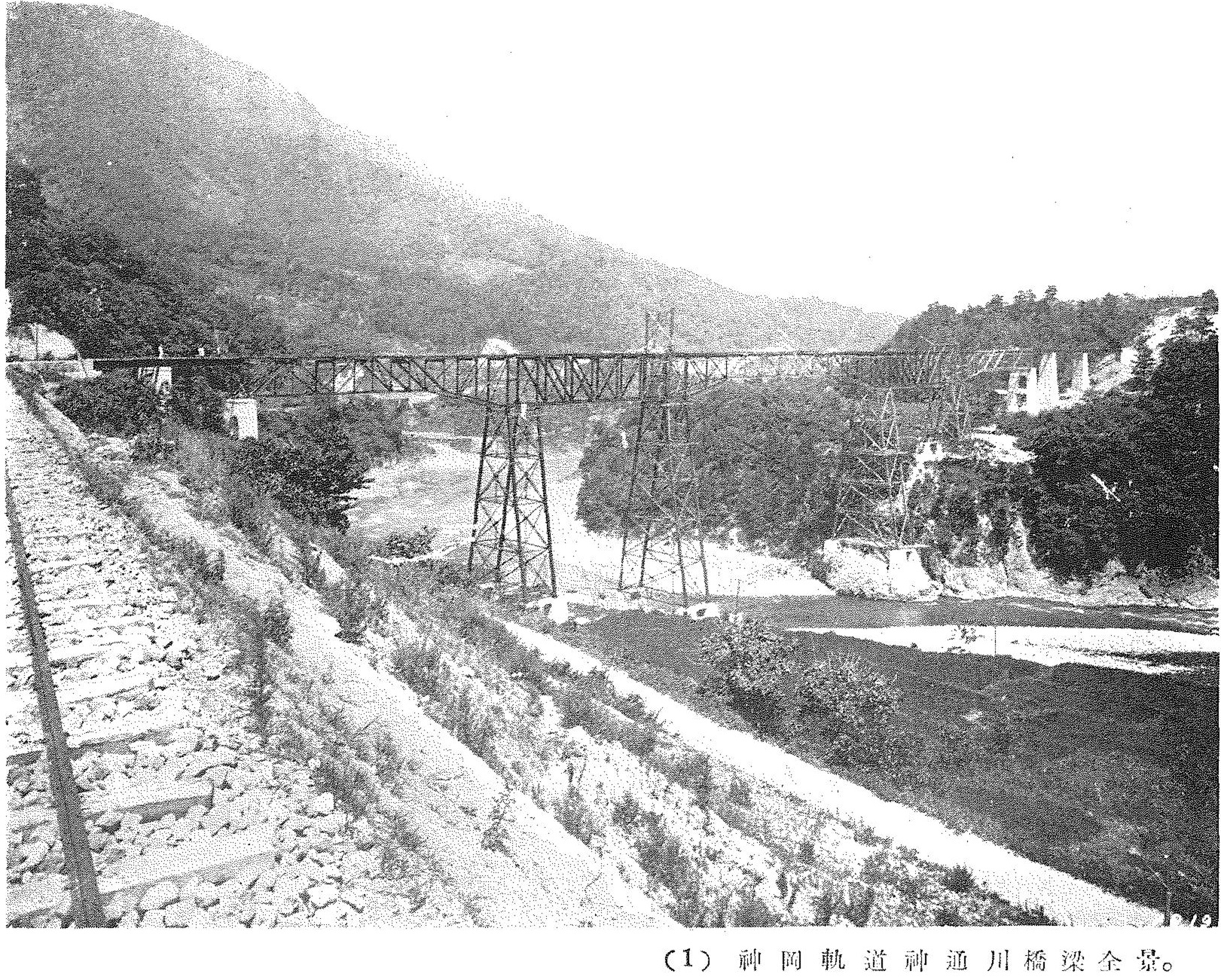
東猪谷と猪谷駅を結ぶ神岡軌道の橋梁

しかし1927年（昭和2年）9月1日に越中八尾まで開通し、1929年（昭和4年）10月1日に笹津駅まで延伸された飛越線は、富山鉄道線の経営を一気に悪化させた。これは神岡からの貨物が富山以遠と運賃通算が可能な国鉄に転換されたために起った現象であり、1930年（昭和5年）度の富山鉄道における貨物数量は前年の約半分、利益は3割程度にまで落ち込んだ。また、乗合自動車の発展による旅客運輸の競争も活発化していた。こうした背景により富山鉄道は1928年（昭和3年）12月に政府へ国有買収申請を行い、1929年（昭和4年）6月と7月には2度に渡って政府損失補償請願を行った。政府は1929年（昭和4年）12月に5ヶ年に限って損失補償を行うことを認めたが、富山鉄道の経営陣はたった5年の損失補償では到底経営を継続し得ないと判断し、1931年（昭和6年）12月26日の株主総会において鉄道事業の廃止を決定、翌1932年（昭和7年）1月11日に廃止許可申請を提出した。1930年（昭和5年）11月27日の飛越線笹津駅 - 猪谷駅間開業によって神岡鉱山専用軌道が、1931年（昭和6年）9月16日に東猪谷 - 猪谷間の路線を完成させて直接猪谷駅に乗り入れ、同年10月28日に東猪谷 - 笹津間の軌道が廃止されて富山鉄道が完全に神岡鉱山の貨物輸送の使命を終えたことがこの判断の背景にあり、1931年（昭和6年）度の利益は1928年（昭和3年）度の1割8分、1932年（昭和7年）度に至っては9分9厘にまで落ち込んでいた。
沿線の住民は廃止反対運動を行ったが、鉄道省としては堀川新駅 - 笹津駅間の路線廃止はやむなしという判断であった。しかし富山県営鉄道が堀川新駅（南富山駅）において連絡していることに鑑み、富山駅 - 堀川新駅間は存続すべきであるとされ、当初は富山県に路線譲渡の検討が行われたが、結局新会社を設立の上、この区間の運行に当る計画が承認された。1932年（昭和7年）12月12日に沿線市町村長を招いて開催された懇親会において廃止後は鉄道省が自動車路線を開業させることが発表されると廃止はほとんど諒承され、翌1933年（昭和8年）4月17日に堀川新駅 - 笹津駅間は廃止、同年4月20日に残存区間である富山駅 - 堀川新駅間を富南鉄道に譲渡して富山鉄道は解散した。富山鉄道に対しては「富山鉄道株式会社所属鉄道中堀川新笹津間廃止ニ対スル補償ノ為公債発行ニ関スル法律」（昭和8年法律第36号）によって廃止補償が行われた。堀川新駅 - 笹津駅間の線路用地は富山電鉄自動車が買収しており、戦後に富山地方鉄道笹津線が建設される際に用いられた。
富山駅 - 堀川新駅間の営業を引継いだ富南鉄道は、1933年（昭和8年）4月12日に発足した。5.0粁の短い区間ではあったが、沿線に不二越鋼材工業や日満亜麻紡織等の工場があったため成績は好調であった。1937年（昭和12年）4月16日に富南鉄道の社長に株式の大半を所有していた富山電気鉄道社長の佐伯宗義が就任して同社経営傘下に入り、1941年（昭和16年）12月1日に富山電気鉄道に買収され、富南鉄道は解散した。

### 省営自動車笹津線

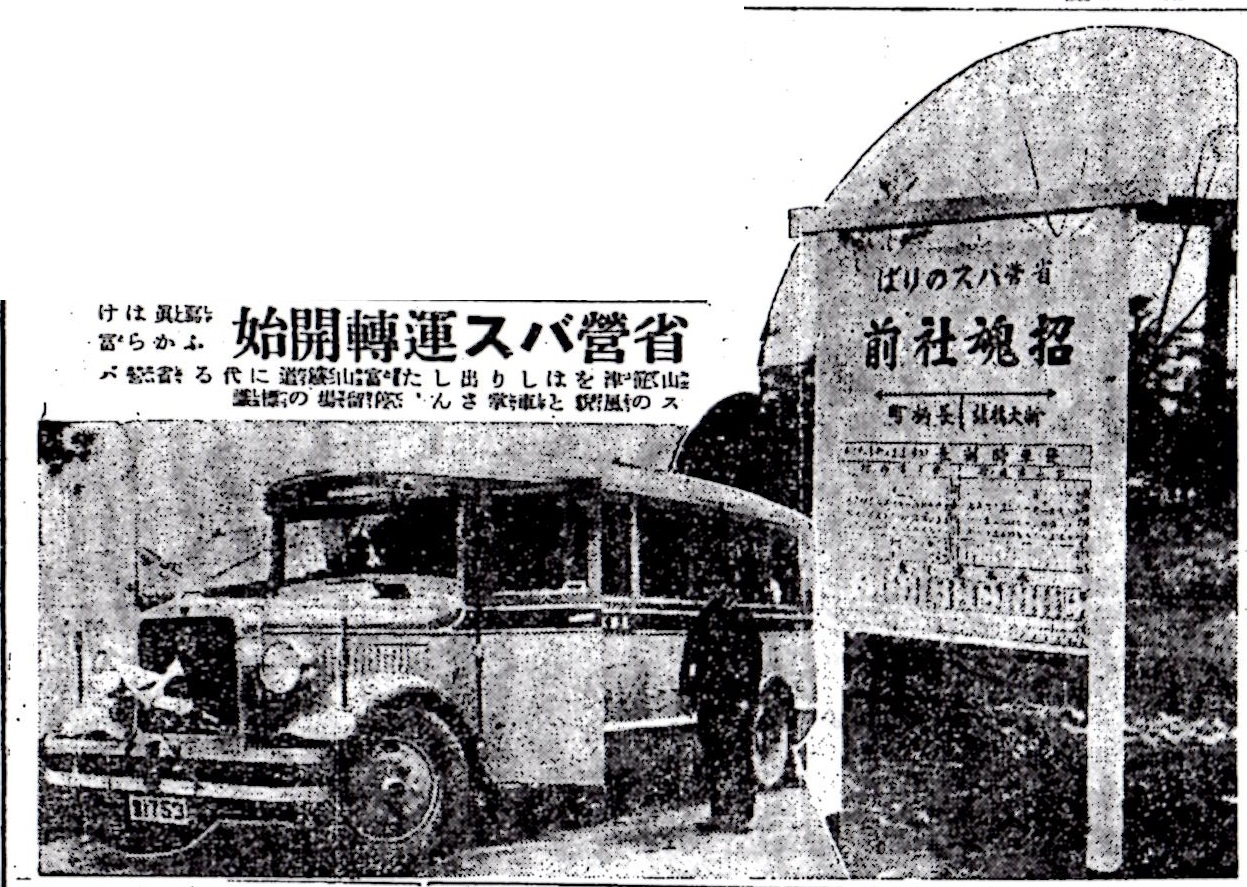
省営自動車笹津線車両と招魂社前乗降場

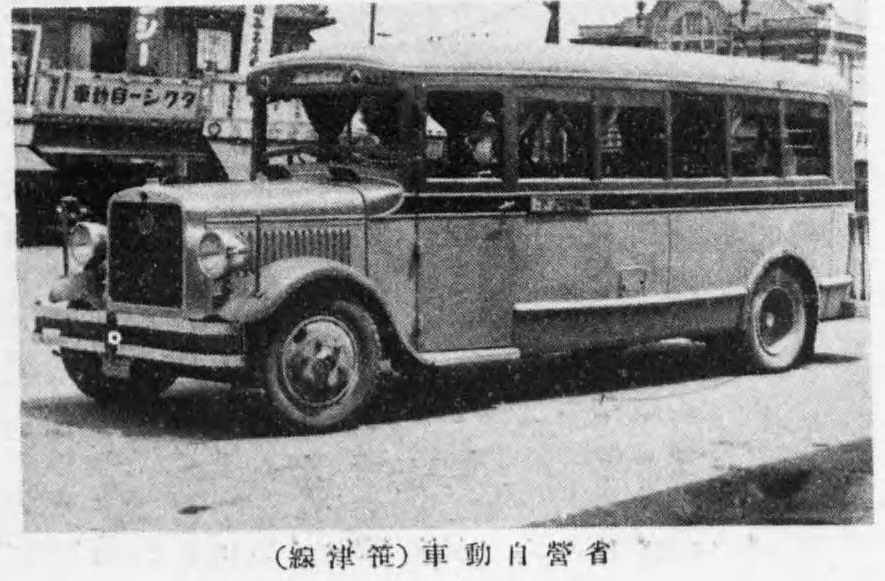
省営自動車笹津線の車輌

上記のように高山本線の開業により、貨物収入の多くを失った富山鉄道は、1932年（昭和7年）12月16日付を以て堀川新駅 - 笹津駅間の鉄道営業廃止申請及び損失補償金交付申請を行ったのであるが、この申請の是非を問うた1933年（昭和8年）1月18日の第九回鉄道会議において鉄道省は富山市営軌道や富山県営鉄道等の既存交通機関との連絡等の地方事情に鑑み、省営自動車を運行する旨を答弁した。
この方針によって、1933年（昭和8年）3月31日より鉄道省は富山駅 - 笹津駅間に省営自動車笹津線を開業させた。本路線は名古屋鉄道局富山自動車所が管轄し、同自動車所は1936年（昭和11年）9月1日より各自動車所の自動車区への改称により、名古屋鉄道局富山自動車区となった。当時の新聞である『富山日報』は、運行本数は一日に往復40本もあり、富山駅 - 笹津駅間を高速度で連絡するので、運賃は富山鉄道線に比して4銭高くなるものの、「その乗り心地、スピードにおいてはるかに便益である」と評価している。また、富山駅、広貫堂前駅、大久保町駅及び笹津駅においては一般運輸営業を行うほか、蜷川駅、熊野駅、大沢野駅及び八木山駅においては旅客と共に小荷物及び貨物の取扱が行われ、富山駅、広貫堂前駅及び大久保町駅においては事務室、公衆電話、便所及び給湯室の設備が整備されることとなった。
『鉄道省年報』によると、1933年（昭和8年）度末において笹津線には、バスが2台、バストラクターが5台、トレーラーが6台、トラックが2台で合計15両が配備されていた。このバストラクターというのは、旅客及び貨物を同時に運輸できる車で、被牽引車を自由に切離すことができ、荷主の都合にも合せやすいことから重宝され、笹津線のほかに白城線や佐賀関線においても用いられた。1939年（昭和14年）11月から12月にかけての調査によれば、笹津線の取扱貨物量は当時首位の佐賀関線についで多く、同年11月の月間取扱量は3146トンで、米、煉瓦、電極、コークス、カーボン等がその主要貨物であった。『大沢野町誌』には「省営バスは、今までに見た事もないような大型車輌や荷物牽引車などを設備し、発着時間も正確であったので、利用者も漸次増えていった」とある。
一方で省営自動車笹津線のルートにおいてそれまで乗合自動車を運行していた富山電気鉄道系列の富山電鉄自動車は大きな打撃を受け、競合路線を休止するに至った。折から富山県一市街化を標榜し、富山県内の綜合的交通体系を樹立しようと努めていた富山電気鉄道社長の佐伯宗義は、省営自動車笹津線について富山笹津間は純然たる地方交通であって、国家の経営に属せしめる合理的必要性はなく、既存の富山鉄道に廃線補償を与えておきながら、なお富山電鉄自動車に競合する路線を開業させることは矛盾であると批判している。
1940年（昭和15年）12月1日には富山市内における一部路線を変更して、新大橋詰及び裁判所前の各停車場を廃止し、1942年（昭和17年）4月1日には広貫堂前駅及び八木山駅における手荷物及び貨物の配達取扱の範囲を縮小した。
省営自動車笹津線の廃線は1938年（昭和13年）公布の陸上交通事業調整法に基いて、1942年（昭和17年）9月16日に首相官邸において開かれた交通事業調整委員会によって富山県がその調整区域に指定され、旅客自動車運輸事業を富山電気鉄道へ譲渡合併すると定められたことによって決定された。1942年（昭和17年）11月8日の県下交通事業統合に係る第3回実行員会においては、各交通事業者間における最終的な申合せが行われ、この際富山電気鉄道には「民営の笹津線バスは省営バス以上に運行の充備を図ること」が求められた。1943年（昭和18年）1月1日を以て富山電気鉄道は、県下各交通事業者を統合し、富山地方鉄道と社名を改めている。そして1943年（昭和18年）2月28日限りを以て省営自動車笹津線は廃止され、同年3月1日から同区間の旅客運輸は富山地方鉄道に、貨物運輸は笹津町昭和運輸によって引継がれた。

### 富山地方鉄道笹津線時代

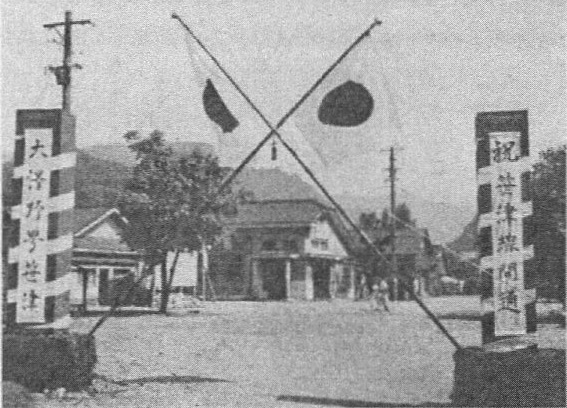
1952年（昭和27年）8月15日の大久保 - 笹津間の開業を祝う富山地方鉄道笹津駅

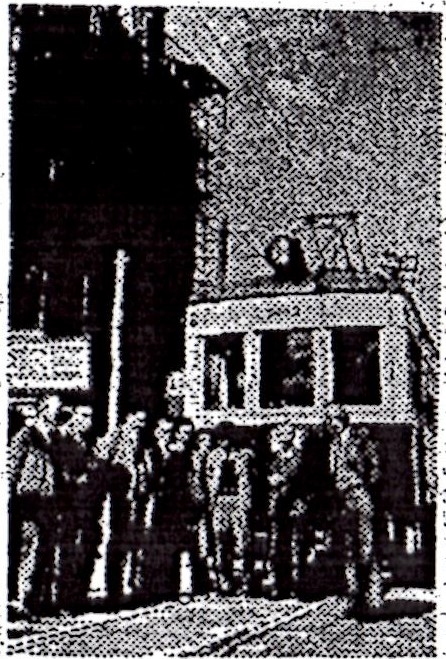
西町停留場で富山軌道線直通試運転に臨む市議会議員と長井富山地方鉄道取締役

富山鉄道線廃止後も鉄道復活の要望は大きく、1940年（昭和15年）8月9日に富山電気鉄道傘下の富南鉄道は南富山駅 - 笹津駅間における鉄道敷設免許の申請を行ったが、この申請は戦火のために進展しないまま終戦を迎えた。元来一県一市街化を標榜して1943年（昭和18年）に県下各陸上交通事業者を統合して誕生した富山地方鉄道は、設立当時より笹津線の建設を計画しており、1947年（昭和22年）4月15日に再び南富山駅 - 笹津駅間鉄道敷設免許の申請を行い、同年12月1日に免許を取得した。これを受け工事施工認可申請を1948年（昭和23年）3月24日に行ったが、戦後混乱期における物資不足と鉄道敷設工事のような大きな建設を行うには連合国軍最高司令官総司令部の指示を要するという情勢が計画を阻碍した。かかる情勢を克服するため、折から森内清作を代表として地元住民が組織した笹津線期成同盟は富山地方鉄道と共に連合国軍最高司令官総司令部及び運輸省に陳情を繰り返し、1949年（昭和24年）10月にその許可を取得した。
こうして1949年（昭和24年）11月10日より鉄道敷設工事に着手した。当初は架線電圧1500 Vの鉄道線として建設し、立山線の車輌を共用して運行を行う計画であったが、富山市の経済圏拡大に伴い地元住民はその中心地たる西町へ乗換なしで行くことができるように求めており、富山軌道線との直通運転が構想された。そのため車輌も富山軌道線との直通が可能な路面電車型のデ5010形が新造され、架線電圧を700 Vに降圧する申請が1950年（昭和25年）7月10日に行われた。そして1950年（昭和25年）9月1日にまず第一期線として南富山駅 - 大久保町駅間が開通した。一方、笹津駅までの第二期線は国鉄との連絡等に関する協議のために予定より遅れ、1952年（昭和27年）6月21日に建設に着手し、同年8月15日に開業に漕ぎつけた。
笹津線の富山軌道線への直通運転は『富山地方鉄道50年史』においては1950年（昭和25年）10月1日より実施されたとあるが、実際には同年11月1日より行われた。直通運転による来駅者減少を危惧した南富山地区商店の反対や狭隘なる道路への電車乗入れに安全性が疑問視されたため、市長が同意しなかったために延期されたが、市会議員の試乗会等により解決が図られて実現に至った。当初の乗入れは西町までであったが、1953年（昭和28年）11月の富山軌道線桜町 - 西町間整備事業の竣工を待ち、1954年（昭和29年）4月1日より富山駅前までの乗入れを果たした。

南富山駅新駅舎竣工を報道する新聞記事

一方、昭和30年代からの全国的現象であったモータリゼーションと過疎化の進行は、富山県においては一層早く進展しつつあった。これにより富山地方鉄道経営下の鉄道線の輸送人員は1964年（昭和39年）を頂点として漸減しており、こうした経営危機を打開するために同社会長佐伯宗義は自ら1965年（昭和40年）11月に富山地方鉄道基盤整備指針をまとめ、翌1966年（昭和41年）よりこれを実行に移した。殊に厳しい経営状況にあった笹津線、射水線、不二越線及び上滝線は軌道的運営方法に運営を改めることを主眼として改革案がまとめられ、まず富山軌道線を含めて集中管理を行う軌道本部の設置が進められた。こうして老朽化した南富山駅を改築してこれを軌道本部とし、同駅構内を改造して従来千歳町車庫と分散して留置されていた車輌基地機能を一体化させる事業が始められ、1967年（昭和42年）6月に着工し、翌1968年（昭和43年）3月に全工程を完了した。これにより笹津線と富山軌道線は富山運転区として一体的な運営が可能になり、管理経費節減が実現された。
トラックへの移行が目立ち、輸送量が減退していった貨物取扱の縮小も進められた。笹津線内においてはまず1967年（昭和42年）9月1日に大久保町駅及び伊豆ノ宮駅における貨物取扱が廃止され、1970年（昭和45年）7月1日に南富山駅がこれに続き、残るは笹津の敷島紡績専用線のみとなった。
また1967年（昭和42年）10月10日より笹津線の富山軌道線直通運転は取りやめられた。これは市内交通の円滑化を視野に入れて行われた改正で、その代わりに笹津線内は増発され、概ね20分間隔のダイヤとなった。この改正で笹津線は南富山駅 - 笹津駅間46往復となり、笹津線の歴史の中で最も多い本数が運行されるようになった。また、この改正に合わせて笹津線で運用されていたデ5010形電車は同年9月から12月にかけて統括制御改造が行われ、直接制御のままであったデ5000形電車は富山軌道線のみで運用されるようになった。
しかしこうした積極的な改革も進みゆくモータリゼーションには大した効果を示さなかった。早くも1957年（昭和32年）度より慢性的な赤字体質であった笹津線は、1964年（昭和39年）度の営業係数161を頂点として一連の改革によりややその不採算度合いに一旦落ち着きをみせたが、1968年（昭和43年）度の営業係数は151、1969年（昭和44年）度の営業係数は170、1970年（昭和45年）度の営業係数は157となり、赤字解消を望み得べき状況には至らなかった。これを受け富山地方鉄道は1969年（昭和44年）8月30日のダイヤ改正で改革によって増発された運行本数を減らし、人員と列車の削減に乗り出した。このダイヤ改正と同じ年に完工した国道41号線全線の舗装完了は沿線地域の車社会化にさらなる拍車をかけ、利用者数は一層減少していった。
1971年（昭和46年）5月1日のダイヤ改正においてはこれまでの運用思想を転換して、ラッシュ時の輸送と基本の定型輸送を区分し、昼間の列車を削減する効率的ダイヤが志向された。だが、既に笹津線の累積赤字はなんら改善の見込みなく、このままでは富山地方鉄道の経営全体が危殆に陥るものと考えられており、同年5月28日の株主総会においては笹津線、射水線及び富山軌道線の一部を廃止することが決定された。折から県下においては加越能鉄道が加越線廃止を発表したばかりであったので、生活路線が失われるという不安から沿線住民の衝撃は大きかった。特に大きな影響を受ける大沢野町においては大々的な廃線反対運動が行われ、町民は大沢野町笹津線廃止反対期成同盟会を組織し、町議会も交通対策特別委員会を設置してこの問題にあたった。富山市においても南富山周辺の住民が富山市南部地区笹津線廃止反対期成同盟会を結成し、1万5000人の署名を集めて廃止反対を訴えた。
こうした反対運動に対し富山地方鉄道は再三の説明を行い、切迫した経営状況の再建には廃止のほかに道はない旨を訴えた。廃線反対の主な理由であった冬期交通や自動車代行による不定期性等に対する不安を解消するために、具体的な代替バス運行計画も何度も行われた。これを受け富山市は1973年（昭和48年）8月に廃線に同意し、1974年（昭和49年）12月には大沢野町もバス増発等の条件付きで廃線に同意した。同年12月2日には富山県、富山市、大沢野町及び富山地方鉄道の四者が笹津線廃止に調印し、1975年（昭和50年）2月に運輸省へ笹津線廃止を申請してその許可を受けた。笹津線廃止後の敷島紡績笹津工場の貨物取扱を巡って、国鉄笹津駅における取扱を要望した富山地方鉄道及び敷島紡績と、同駅における貨物取扱能力不足を理由として富山駅での取扱を主張した金沢鉄道管理局の三者の間で意見がまとまらず紛糾する事態が起ったが、国鉄側が譲歩し結局笹津駅の貨物施設を改善のうえで同駅での取扱継続が実現された。この解決により廃線に至るすべての問題は解決され、1975年（昭和50年）3月31日限りでの笹津線廃止が決定した。
廃線を巡って議論が行われていた1974年（昭和49年）7月10日には水害によって熊野川鉄橋の橋脚が傾斜し、4輌の電車が笹津方に取り残された。これを機に廃止されるのではないかという危機であったが、その20日後の7月30日に復旧し通常運行に復していた。こうして迎えた1975年（昭和50年）3月31日の富山は雨であった。同月29日から掲出されていた「さようなら笹津線」の看板を取り付け、始発列車は午前5時58分に南富山駅を発車し笹津駅へ向かった。午后0時40分南富山駅発の電車から無料運行が行われ、途中駅では別れを惜しむ人々が乗車しきれず積み残される場面もあった。前日に敷島紡績笹津工場専用線からの貨車2輌を国鉄側へ引き渡し、最後の役目を終えたデキ6502は南富山駅へ回送された。午后9時54分発南富山駅発の下り方面終列車の乗務員には花束が贈られ、お別れの記念式典が行われた。笹津線の最終列車は22時32分笹津発南富山行の列車であった。上野駅で最後のタブレット交換を行い、南富山駅へ20人の乗客を運び運行を終えた。南富山駅では富山地方鉄道社長熊野宗一以下、同社幹部がホームに整列して最終列車を迎えた。熊野は北日本新聞社の取材に対し、「自らの手で敷いたレールを外さなければならないのは余りにも皮肉」と感慨を披瀝し、複雑な面持ちで列車を見送った。
明くる同年4月1日に南富山駅前及び笹津駅前にて代替バスの発車式が行われた。代替バスは国道41号線の既存バス路線増発を主体としつつ笹津 - 熊野団地 - 南富山 - 富山間及び笹津 - 上袋 - 南富山間の新設2路線を加えた6系統10路線、195本の運行が確保された。代替運行初日はこれにより混乱なく運行が行われた。

### 廃止後
1982年9月2日、廃線跡のうち約11 ㎞を幅員12mの基幹道路として整備することが決定し、廃線跡はほぼ全線が2車線の舗装道路となっている。富山市内（草島東線 - 熊野川左岸約4.9 km）では富山市道、旧大沢野町内では富山県道318号笹津安養寺線となっている（当初の計画では熊野川左岸から上大久保までの約3.4 kmは大沢野町道、上大久保 - 八木山まで約1.6 ㎞は町道として拡幅整備する。残る八木山 - 西大沢の国道41号交点まで約1.1 ㎞は自転車歩行者専用道とし、将来的な町道化を目指すとなっていた）。1983年9月には、八木山 - 下タ林間が自転車道となった。
熊野川に架かる興南大橋（旧笹津線鉄橋跡に架けられた）の欄干には鉄道の車輪がデザインされている。

### 年表
- 1912年（大正元年）10月22日 - 吉城郡神岡鉱山より産出する亜鉛や増田郡、大野郡より産出する木材等の輸送を目的として佐藤助九郎等が発起人となり合資会社を組織し、富山市より熊野村、大久保町を経て笹津に至る軽便鉄道の敷設を出願する[93][94]。
- 1913年（大正2年）
  - 3月6日 - 富山軽便鉄道に対し鉄道免許状下付（国有鉄道富山停車場-上新川郡大沢野村間）[12]。
  - 12月5日 - 富山軽便鉄道創立総会を開催する[25]。
- 1914年（大正3年）
  - 3月19日 - 富山軽便鉄道線富山 - 笹津間の建設に着手する[25]。
  - 11月14日 - 富山軽便鉄道富山 - 笹津間の鉄道敷設工事が竣成する[25]。
  - 12月5日 - 富山軽便鉄道が省線富山駅構内共同使用契約を締結する[25]。
  - 12月6日 - 富山軽便鉄道 富山駅（現・電鉄富山駅） - 堀川新駅（現・南富山駅） - 笹津駅間開通[19]。
- 1915年（大正4年）
  - 1月30日 - 富山軽便鉄道本社を富山市総曲輪より同市桜町へ移転する[25]。
  - 10月24日 - 富山軽便鉄道が富山鉄道に改称[93]。
- 1916年（大正5年）
  - 1月28日 - 遊園地経営等の附帯事業経営の認可を受ける[25]。
  - 4月18日 - 八木山駅（臨時駅）が開業する[25]。
- 1917年（大正6年）9月17日 - 山室駅を停留場から停車場に変更する[25]。
- 1920年（大正9年）12月22日 - 蜷川駅を廃止する[95][26]。
- 1923年（大正12年）8月13日 - 旧神通川鉄橋上を走行中であった貨物列車4両が顚覆し、機関手及び火夫が負傷する事故が起きる[94]。
- 1926年（大正15年）7月12日 - 八木山駅が常設駅となる[26]。
- 1928年（昭和3年）8月3日 - 電気機関車及びガソリン機関車に係る動力併用認可を受ける[25]。
- 1929年（昭和4年）10月1日 - 飛越線越中八尾 - 笹津間が開通する[96]。これによって富山鉄道の主たる収入源であった貨客輸送が、富山以遠の通算が可能である飛越線に移行し、同社の営業成績は悪化することとなる[94]。
- 1930年（昭和5年）
  - 3月5日 - 富山鉄道が経営の悪化により営業廃止許可申請を行う[94]。政府はこれを認めず、翌年度より同社に対して飛越線開通による損失補填を行うことを決定する[94]。
  - 11月27日 - 飛越線笹津 - 猪谷間が開通する[97]。これによって神岡鉱業所は笹津まで連絡していた専用軌道を廃止し、東猪谷より猪谷駅に接続することによって省線に直通するようになり、富山鉄道は神岡鉱山関連物資輸送の任を完全に失う[94]。
- 1931年（昭和6年）
  - 6月16日 - 富山電気鉄道線との稲荷町構内平面交叉について契約を締結する[25]。
  - 6月24日 - 富山電気鉄道線との稲荷町構内平面交叉につき鉄道大臣の認可を受ける[25]。
  - 7月23日 - 上栗山駅が開業する[26]。
- 1932年（昭和7年）12月16日 - 富山鉄道が堀川新 - 笹津間の廃止申請及び損失補填交付申請を行う[94]。
- 1933年（昭和8年）
  - 3月11日 - 富山鉄道の堀川新 - 笹津間の廃止申請が許可される[98][99]。
  - 3月30日 - 富山鉄道に対する廃止補填である77万3150円分の公債発行を決定した「富山鉄道株式会社所属鉄道中堀川新笹津間廃止ニ対スル補償ノ為公債発行ニ関スル法律」（昭和8年法律第36号）を公布する[36]。
  - 3月31日 - 省営自動車笹津線（富山駅 - 笹津駅間）の運輸営業を開始する[39][100]。富山、広貫堂前、大久保町及び笹津の各停車場では一般運輸営業を行い、蜷川、熊野、大沢野及び八木山の各停車場においては旅客、小荷物及び貨物を取扱い、その他の停車場は旅客のみ取扱う[39]。ただし、鉄道線に亘る貨物取扱は行わない[39]。粁程は18.0粁[100]。
  - 4月20日 - 富山鉄道堀川新駅 - 笹津駅間が廃止[35]。富山駅 - 堀川新駅を新設の富南鉄道へ譲渡[101]。
  - 9月15日 - 省営自動車路線名称に笹津線（富山駅 - 笹津駅間）を定める[102]。
- 1939年（昭和14年）2月13日 - 富山市、上新川郡大久保町、同郡新保村、同郡熊野村、同郡大沢野村、同郡船峅村、同郡下タ村の各市町村長が富山県庁に参集し、富山笹津間鉄道建設期成同盟会を組織する[103]。
- 1940年（昭和15年）
  - 8月9日 - 富山電気鉄道が堀川新 - 笹津間の鉄道敷設免許を申請する[93]。
  - 12月1日 - 省営自動車笹津線の一部路線を変更し、新大橋詰及び裁判所前の各停車場を廃止する[51]。
- 1941年（昭和16年）12月1日 - 富南鉄道が富山電気鉄道に路線を譲渡[93]。
- 1942年（昭和17年）4月1日 - 広貫堂前停車場及び八木山停車場において営業範囲を改正して、広貫堂前停車場においては富山駅経由の手荷物及び貨物の集荷及び配達の取扱を廃し、八木山停車場においては笹津駅経由の手荷物及び貨物の集荷及び配達取扱を廃する[52]。
- 1943年（昭和18年）
  - 1月1日 - 富山地方鉄道発足[93]。
  - 3月1日 - 省営自動車笹津線の運輸営業を廃止する[56]。省営自動車路線名称（昭和8年鉄道省告示第420号）より笹津線を削除する[104]。同区間の旅客運輸は富山地方鉄道、貨物運輸は笹津町昭和運輸によってその経営を引継ぐ[57]。
  - 6月11日 - 堀川新駅を南富山駅と改称する[93]。
  - 6月20日 - 稲荷町 - 南富山間の電化を行う[93]。
- 1947年（昭和22年）
  - 4月15日 - 1940年（昭和15年）8月9日に行った堀川新 - 笹津間の鉄道敷設免許申請を南富山 - 笹津間にさしかえ再申請する[93][105]。
  - 12月1日 - 南富山 - 笹津間の免許を取得する[93]。
- 1949年（昭和24年）11月10日 - 南富山 - 笹津間開通にむけ着工する[105]。
- 1950年（昭和25年）
  - 7月10日 - 笹津線の電圧を1500 Vより600 Vに変更する許可の申請を行う[93]。
  - 9月1日 - 富山地方鉄道笹津線 南富山駅 - 大久保町駅間が開通[93]。
  - 10月1日 - 富山軌道線直通運転開始[93]。
- 1951年（昭和26年）12月20日 - 袋駅が開業する[93]。
- 1952年（昭和27年）
  - 8月15日 - 大久保町駅 - 地鉄笹津駅間が開通し、全通[93]。
  - 10月15日 - 地鉄笹津駅の駅舎が竣工する[93]。
  - 10月29日 - 上大久保駅が開業する[93]。
  - 12月28日 - 日本繊維前駅が開業する[93]。
- 1953年（昭和28年）2月1日 - 敷紡前駅が開業する[93]。
- 1955年（昭和30年）6月15日 - 富山県議会において佐伯宗義が講演し、次の如く発言する[106]。曰く、「速星にゆく線でありますが、これは認可がまいりましたから、近く着工することと思います。これは神通大橋を渡って新湊線が四方を廻っておりますが、これを反対に廻って婦中町までもってまいる。そしてさらに笹津から富山まで電車を乗入れるのです。すると、国と民間会社とが仲間して使う、共用ということを計画しているのであります（中略）高山線の如きものは儲かるか儲からないかしばらく別としても、国有鉄道は機関車も車輌ももって動かしている。そうすると、普通、鉄道事業からゆくと、少くとも五十輌から百輌をつながなければ儲からない。そうなると高山線は一日一回でよいということになる。それで民衆は一日一回で不便だというので陳情と出かける。それがために小刻みにして回数を多くやっていますが、国有鉄道は朝晩二度でよい、そして大量輸送でもって名古屋までいってしもう、あとは富山地方鉄道でやればよいんです（中略）それで笹津から八尾を廻っている高山線は、地鉄が婦中町まで延びますと、婦中町から笹津まで共用乗入することによって、八尾町へ電車がゆくことになります。富山駅から速星までは、あの有名な工場がありますから、富山駅あるいは操車場から速星までは引込線です。その先は完全に電車です。速星から八尾、八尾から笹津までゆくと、既にできている笹津線でぐるぐるっと廻ってしもう。これは私のほらでもなんでもない、経済的に見ても完全に成立するのです。経済的に成立しないことはいけません。こうした点も今後における富山地方鉄道の宿題であって、これは何としてもやらなければならんのであります」[106]。
- 1967年（昭和42年）
  - 9月1日 - 大久保町駅及び伊豆ノ宮駅における貨物取扱を廃する[73][107]。
  - 10月10日 - 富山軌道線直通中止[93]。
- 1968年（昭和43年）3月31日 - 南富山駅の新駅舎が竣工する[93]。
- 1971年（昭和46年）5月28日 - 富山地方鉄道が株主総会において笹津線、射水線の全線及び富山軌道線の一部の廃止計画を発表し、承認される[73]。
- 1974年（昭和49年）
  - 7月10日 - 水害により熊野川鉄橋の橋脚に傾斜が生じる[93]。
  - 7月30日 - 熊野川鉄橋を復旧する[93]。
  - 12月2日 - 富山県、大沢野町、富山市、富山地方鉄道が、笹津線廃止に合意し調印を行う[93]。
- 1975年（昭和50年）4月1日 - 南富山駅 - 地鉄笹津駅間が廃止[93]。

## 駅一覧
駅名および所在地は廃止時点のもの。全駅富山県に所在。
凡例
列車交換 … ◇・∧・∨：交換可、｜：交換不可
| 駅名             | 駅間キロ | 営業キロ | 接続路線                                                   | 列車交換 | 駅員配置 | 所在地                 |
| ---------------- | -------- | -------- | ---------------------------------------------------------- | -------- | -------- | ---------------------- |
| 南富山駅         | -        | 0.0      | 富山地方鉄道：不二越線・上滝線・富山軌道線（南富山駅前駅） | ∨        | ◎        | 富山市                 |
| 日本繊維前駅     | 0.7      | 0.7      |                                                            | ｜       |          | 富山市                 |
| 袋駅             | 0.8      | 1.5      |                                                            | ｜       |          | 富山市                 |
| 赤田駅           | 0.7      | 2.2      |                                                            | ｜       |          | 富山市                 |
| 上野駅           | 0.9      | 3.1      |                                                            | ◇        | ◎        | 富山市                 |
| 熊野駅           | 1.4      | 4.5      |                                                            | ｜       |          | 富山市                 |
| 伊豆ノ宮駅       | 1.4      | 5.9      |                                                            | ｜       |          | 富山市                 |
| 大久保町駅       | 1.2      | 7.1      |                                                            | ◇        | ◎        | 大沢野町（現・富山市） |
| 上大久保駅       | 0.9      | 8.0      |                                                            | ｜       |          | 大沢野町（現・富山市） |
| 大沢野北口駅     | 1.1      | 9.1      |                                                            | ｜       |          | 大沢野町（現・富山市） |
| 田村町駅         | 0.7      | 9.8      |                                                            | ｜       |          | 大沢野町（現・富山市） |
| 大沢野町八木山駅 | 0.7      | 10.5     |                                                            | ◇        | ◎        | 大沢野町（現・富山市） |
| 敷紡前駅         | 0.7      | 11.2     |                                                            | ｜       |          | 大沢野町（現・富山市） |
| 地鉄笹津駅       | 1.2      | 12.4     | 国鉄：高山本線（笹津駅）                                   | ∧        | ◎        | 大沢野町（現・富山市） |

### 富山鉄道線駅一覧
富山鉄道線における駅は次の通りであった。備考に特筆しない駅はすべて1914年（大正3年）12月6日に開業し、1933年（昭和8年）4月20日に廃止された。全駅富山県上新川郡に所在。
| 駅名       | 営業マイル | 所在地           | 備考                                                                     |
| ---------- | ---------- | ---------------- | ------------------------------------------------------------------------ |
| 富山駅     | 0.0        | 既設停車場       |                                                                          |
| 稲荷町駅   | 1.0        | 奥田村西稲荷     |                                                                          |
| 山室駅     | 1.7        | 山室村石金       |                                                                          |
| 堀川新駅   | 3.1        | 堀川村大町       |                                                                          |
| 蜷川駅     | 4.4        | 蜷川村赤田       | 1920年（大正9年）12月22日廃止                                            |
| 熊野駅     | 5.9        | 熊野村安養寺     |                                                                          |
| 上栗山駅   | 6.7        | 新保村栗山       | 1931年（昭和6年）7月23日開業                                             |
| 大久保町駅 | 7.5        | 大久保村下大久保 |                                                                          |
| 大沢野駅   | 8.8        | 大沢野村上大久保 |                                                                          |
| 八木山駅   | 9.5        | 大沢野村八木山   | 1918年（大正7年）6月1日臨時駅として開業、1926年（大正15年）7月12日常設化 |
| 笹津駅     | 10.8       | 大沢野村笹津     |                                                                          |

### 省営自動車笹津線自動車駅一覧
1934年（昭和9年）12月15日現在における笹津線の自動車駅は次の通りであった。なお、一般に国鉄自動車線には停車場（駅）の他に旅客取扱を行う乗降場を設けている場合があるが、下記の表に乗降場は含めていない。全駅富山県に所在。
| 駅名                 | 訓                 | 営業キロ（富山起点） | 所在地                   | 貨物取扱 |
| -------------------- | ------------------ | -------------------- | ------------------------ | -------- |
| 富山駅               | とやま             |                      | 既設停車場               | あり     |
| 新大橋詰駅           | しんおおはしづめ   | 1.0                  | 富山市安野屋町           | なし     |
| 裁判所前駅           | さいばんしょまえ   | 2.0                  | 富山市西田地方町         | なし     |
| 広貫堂前駅           | こうかんどうまえ   | 3.0                  | 富山市中野新町           | あり     |
| 富山南口駅           | とやまみなみぐち   | 4.0                  | 富山市小泉町             | なし     |
| 堀川今泉駅           | ほりかわいまいずみ | 5.0                  | 上新川郡堀川町今泉       | なし     |
| 蜷川袋駅             | にながわふくろ     | 6.0                  | 上新川郡蜷川村袋         | なし     |
| 蜷川駅               | にながわ           | 7.0                  | 上新川郡蜷川村黒崎       | あり     |
| 最勝寺駅             | さいしょうじ       | 8.0                  | 上新川郡蜷川村最勝寺     | なし     |
| 熊野駅               | くまの             | 9.0                  | 上新川郡熊野村下熊野     | あり     |
| 熊野安養寺駅         | くまのあんようじ   | 10.0                 | 上新川郡熊野村安養寺     | なし     |
| 伊豆ノ宮駅           | いずのみや         | 11.0                 | 新保村栗山               | なし     |
| 大久保町駅           | おおくぼまち       | 12.0                 | 上新川郡大久保町下大久保 | あり     |
| 上新川郡東大久保口駅 | ひがしおおくぼぐち | 13.0                 | 上新川郡大久保町下大久保 | なし     |
| 大沢野駅             | おおさわの         | 14.0                 | 上新川郡大沢野村上大久保 | あり     |
| 長附駅               | ながづけ           | 15.0                 | 上新川郡大沢野村長附     | なし     |
| 八木山駅             | やぎやま           | 16.0                 | 上新川郡大沢野村八木山   | あり     |
| 下林駅               | したばやし         | 17.0                 | 上新川郡大沢野村下林     | なし     |
| 笹津駅               | ささづ             | 18.0                 | 既設停車場               | あり     |

1940年（昭和15年）12月1日以降の笹津線の自動車駅は次の通りであった。全駅富山県に所在。
| 駅名         | 訓                 | 営業キロ（富山起点） | 所在地                   | 貨物取扱 |
| ------------ | ------------------ | -------------------- | ------------------------ | -------- |
| 富山駅       | とやま             |                      | 既設停車場               | あり     |
| 広貫堂前駅   | こうかんどうまえ   | 3.0                  | 富山市中野新町           | あり     |
| 富山南口駅   | とやまみなみぐち   | 4.0                  | 富山市小泉町             | なし     |
| 堀川今泉駅   | ほりかわいまいずみ | 5.0                  | 上新川郡堀川町今泉       | なし     |
| 蜷川袋駅     | にながわふくろ     | 6.0                  | 上新川郡蜷川村袋         | なし     |
| 蜷川駅       | にながわ           | 7.0                  | 上新川郡蜷川村黒崎       | あり     |
| 最勝寺駅     | さいしょうじ       | 8.0                  | 上新川郡蜷川村最勝寺     | なし     |
| 熊野駅       | くまの             | 9.0                  | 上新川郡熊野村下熊野     | あり     |
| 熊野安養寺駅 | くまのあんようじ   | 10.0                 | 上新川郡熊野村安養寺     | なし     |
| 伊豆ノ宮駅   | いずのみや         | 11.0                 | 上新川郡新保村栗山       | なし     |
| 大久保町駅   | おおくぼまち       | 12.0                 | 上新川郡大久保町下大久保 | あり     |
| 東大久保口駅 | ひがしおおくぼぐち | 13.0                 | 上新川郡大久保町下大久保 | なし     |
| 大沢野駅     | おおさわの         | 14.0                 | 上新川郡大沢野村上大久保 | あり     |
| 長附駅       | ながづけ           | 15.0                 | 上新川郡大沢野村長附     | なし     |
| 八木山駅     | やぎやま           | 16.0                 | 上新川郡大沢野村八木山   | あり     |
| 下林駅       | したばやし         | 17.0                 | 上新川郡大沢野村下林     | なし     |
| 笹津駅       | ささづ             | 18.0                 | 既設停車場               | あり     |